# الجامعة الدولية للدار البيضاء
الجامعة الدولية للدار البيضاء(UIC) (بالإنجليزية: Université Internationale de Casablanca)‏ هي جامعة خاصة معترف بها من قبل الدولة وتقع في الدار البيضاء. المغرب، والتي تم افتتاحها في 2010.